# 1878 en droit
Cet article présente les faits marquants de l'année 1878 en droit.

## Événements
- La Loi pour la préservation de la Paix (Cape Peace Preservation Act) votée au Cap oblige tous les Africains à rendre leurs armes. Les Sothos refusent de s’exécuter, et la « guerre des fusils » éclate (1879-1881). Le gouverneur en prend prétexte pour déclarer une partie du Basutoland ouverte à la colonisation blanche, ce qui déclenche une insurrection conjointe des Sotho, des gens du Transkei et du Grikaland. L’armée britannique doit se résigner à un compromis en 1881 : les Sotho conservent leurs institutions, leurs terres et leurs armes, ces dernières à condition de demander une licence et de verser une compensation au gouvernement du Cap.
- Madagascar : Institution de cours de justice. Démobilisation des vieux soldats dont la plupart sont incorporés dans l’administration comme sokaizambohitra (amis des villages) ou comme antily (vigiles).
- Interdiction de la traite des Noirs dans les possessions portugaises. Elle se poursuit clandestinement vers le Brésil jusqu’en 1888.

### Février
- Le Parlement ottoman est prorogé et la constitution suspendue par Abdül-Hamid II qui rétablit un régime autocratique jusqu’en 1909.
- 28 février : le Congrès adopte le Bland-Allison Act qui oblige le gouvernement à acheter et à  frapper deux à quatre millions de dollars en argent chaque mois.

### Mars
- 18 mars : le Reichstag de l'Empire allemand vote la loi contre les socialistes.

### Octobre
- 21 octobre (Empire allemand) : Bismarck saisit le prétexte d’attentats contre l’empereur pour imposer au Reichstag une loi d’exception (dite du « petit état de siège ») contre les socialistes, qui interdit les groupements socialistes, toute manifestation publique, toute propagande. Les journaux sont saisis, une centaine de militants sont condamnés à des peines d’emprisonnement (1878-1890).